# Catherine Graciet
Le texte peut changer fréquemment, n’est peut-être pas à jour et peut manquer de recul. 
Le titre et la description de l'acte concerné reposent sur la qualification juridique retenue lors de la rédaction de l'article et peuvent évoluer en même temps que celle-ci.
Pour les articles homonymes, voir Graciet.
Catherine Graciet est une journaliste française spécialiste du Maghreb.

## Biographie
Journaliste indépendante, Catherine Graciet a travaillé notamment au Maroc pour le Journal hebdomadaire.

## Controverses

### Accusations de chantage sur le Roi Mohammed VI
Le 27 août 2015, Catherine Graciet est interpellée en compagnie d'Éric Laurent, tous deux accusés par maître Éric Dupond-Moretti, avocat du roi du Maroc, d’avoir tenté de faire chanter le roi. Le journaliste admet alors qu'un accord financier a été passé en échange de la non-publication d'un ouvrage à charge contre le souverain marocain,. Il nie cependant, par l'intermédiaire de son avocat, les accusations de chantage. Un juge d'instruction l'a mis en examen avec son co-auteur pour chantage et extorsion de fonds.
Le 31 août 2015, dans une interview sur RTL, il confirme l'accord transactionnel « à l'initiative du Royaume du Maroc, instrumentalisé par ce dernier » afin de discréditer les auteurs. Catherine Graciet dit être « tombée dans un piège ».
Le 23 septembre 2015, la police technique et scientifique indique dans son rapport sur l'enregistrement fourni par l’avocat du Maroc, Hicham Naciri, que l'enregistrement du premier entretien a été trafiqué et qu'il ne permet pas d'établir si c'est un original ou un montage. L'avocat du Royaume du Maroc aurait « malencontreusement » supprimé de son smartphone, puis de son ordinateur, l'original, utilisant par contre le logiciel de traitement de son Adobe Audition CS6 destiné à la réalisation de montage pour « augmenter la qualité de l'enregistrement ». La seule pièce restant au dossier est l'enregistrement de la police qui correspond en tous points aux déclarations des journalistes et rend désormais plus que plausible l'accord transactionnel à l'initiative du Royaume du Maroc. En 1990, Hassan II avait déjà proposé 9 millions d'euros à Gilles Perrault et son éditeur pour éviter la publication d'un livre. Toutefois des extraits des deux autres enregistrements effectués lors des rendez-vous des 21 et 27 août publiés par Jeune Afrique semblent plutôt accablantes envers les deux journalistes. Dans ces enregistrements, Catherine Graciet affirme à sa victime détenir des dossiers sur son compte qui lui ont été transmis par la DGSE, ce que les services secrets français ont rapidement démenti.
Le 17 février 2016, les deux journalistes ont fait condamner le Journal du Dimanche pour atteinte à la présomption d'innocence, à la suite d'un article publié le 30 août 2016 qui, selon les juges « ne laisse planer aucun doute dans l'esprit du lecteur sur la culpabilité des journalistes ». Ils soulignent également que l'auteur de l'article ne formule « aucune réserve » quant à l'attitude et aux déclarations des représentants du Royaume du Maroc.
Le mardi 20 septembre 2016, la Cour de cassation casse l'arrêt de la cour d'appel de Paris jugeant réguliers trois enregistrements réalisés par l’avocat du palais marocain à l’insu des journalistes Éric Laurent et Catherine Graciet, et renvoie les parties devant la cour d'appel de Reims.
Le 16 février 2017, la cour d'appel de Reims, vers laquelle l'affaire avait été renvoyée, valide à nouveau les trois enregistrements audio qui prouveraient la thèse de la tentative de chantage. Les avocats des journalistes ont fait part de leur intention de se pourvoir à nouveau en cassation. Le 10 novembre 2017, la Cour de cassation valide deux de ces enregistrements. Son avocat affirme alors viser un recours auprès de la Cour européenne des droits de l'homme.
En mars 2023, Éric Laurent et Catherine Graciet, sont condamnés à un an de prison avec sursis et 10,000 euros d'amende ; ils ont annoncé faire appel.

## Publications
- Quand le Maroc sera islamiste, avec Nicolas Beau, La Découverte, 2006
- La Régente de Carthage : Main basse sur la Tunisie, avec Nicolas Beau, La Découverte, 2009[18]
- Le Roi prédateur, avec Éric Laurent, Seuil, 2012
- Sarkozy-Kadhafi. Histoire secrète d’une trahison, Seuil, 2013
- Catherine Graciet et Bernard Cheynel, Marchand d'armes, Paris, Seuil, avril 2014, 264 p. (ISBN 978-2-02-113736-1)